# Károlyfalva
Károlyfalva è un comune dell'Ungheria di 319 abitanti (dati 2001) . È situato nella contea di Borsod-Abaúj-Zemplén a 85 km dal capoluogo Miskolc